# Хубов Георгій Микитович

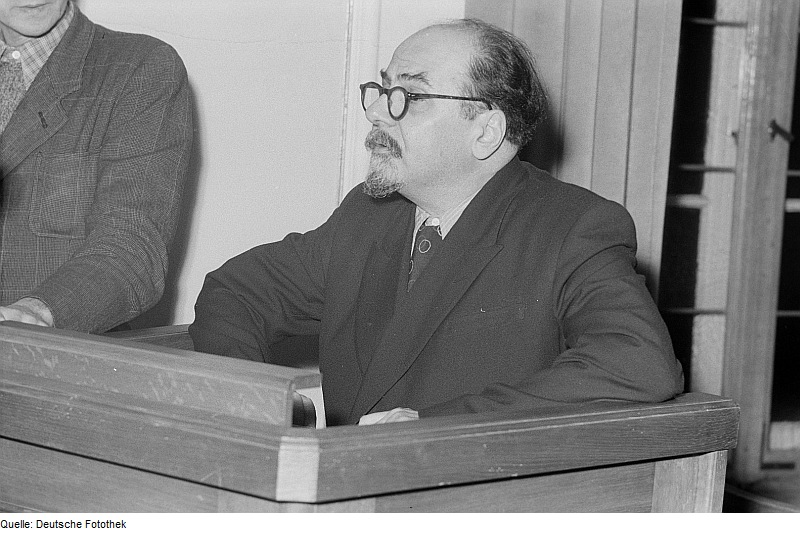
Хубов у Ляйпцигу (1953)

Гео́ргій Мики́тович Ху́бов (рос. Георгий Никитич Хубов; нар. 26 квітня (9 травня) 1902, Карс, сьогодні Туреччина — пом. 5 листопада 1981, Москва) — радянський музикознавець, педагог, музично-громадський діяч. Заслужений діяч мистецтв РРФСР (1969). Автор книг з теорії та історії музики.
1920 року навчався в Одеській консерваторії за класом фортепіано, у 1921-22 — у Тбіліській консерваторії в З. П. Паліашвілі (теорія музики) і Л. Л. Трусковського (фортепіано).
З 1922 року мешкав у Москві. 1930-го закінчив Московську консерваторію за класом фортепіано у В. М. Аргамакова та інструкторсько-педагогічний факультет.
Упродовж 1930–1932 керував музичною роботою в Центральному парку культури та відпочинку ім. М. Горького, де організував першу масову музичну школу. З 1930 почав наукову та публіцистичну діяльність. Працював у Державній академії мистецтвознавства (рос. ГАИС). У 1932-1935 науковій редакції у видавництві «Советская энциклопедия». Упродовж 1932-39 років — заступник головного редактора, у 1952-57 — головний редактор журналу «Советская музыка». У 1941-45 головний редактор музичного мовлення Всесоюзного радіо; у 1946-52 консультант з питань художнього мовлення в апараті ЦК КПРС. Секретар правління Спілки композиторів СРСР (1952-1957). Член КПРС з 1943.
У 1934-39 роках викладав історію музики в Московській консерваторії (з 1935 — доцент), де вперше почав вести курс історії радянської музики.
Автор книг про російську, радянську, закордонну музику. Автор статей у газетах, а також у журналах «Советская музыка», «Театр» та інших. Написав книги про Баха, Бородіна, Сєрова, Хачатуряна, Мусоргського і такі праці як «Музыкальная культура СССР» (1940, рукопис), «О задачах развития советской музыки» (М., 1953). Виступав з доповідями на багатьох конґресах як у СРСР, так і закордоном.